# Irakische Davis-Cup-Mannschaft
Die irakische Davis-Cup-Mannschaft ist die Tennisnationalmannschaft des Iraks, die das Land im Davis Cup vertritt.

## Geschichte
Der Irak nahm 1988 erstmals am Davis Cup teil. Die Mannschaft spielte seitdem stets in der Kontinentalgruppe IV der Ozeanien-/Asienzone. Von 1991 bis 1997 nahm die Mannschaft jedoch nicht am Wettbewerb teil. Erfolgreichster Spieler ist bisher Saddam-Hussain Kadhim mit 18 Siegen bei insgesamt 20 Teilnahmen. Rekordspieler mit 23 Teilnahmen ist Hussain Rasheed.